# 瀬戸山清彦
瀬戸山 清彦（せとやま きよひこ、1867年12月30日（慶応3年12月5日）- 1944年（昭和19年）6月30日）は、日本の医師、政治家、衆議院議員（1期）。

## 経歴
日向国諸県郡、のちの宮崎県西諸県郡加久藤町（現えびの市）で生まれた。1890年（明治23年）第三高等中学校医学部（現：京都大学医学部）卒。陸軍一等軍医となり、日清、日露の両戦争に従軍する。その後は医業に従事し、日向銀行頭取を務めた。
1912年（明治45年）第11回衆議院議員総選挙において宮崎県から立憲政友会公認で立候補したが落選した。8月に塚本常弥の死去により繰り上げ当選となった。衆議院議員を1期務め、1915年（大正4年）第12回衆議院議員総選挙には出馬しなかった。1944年に死去した。